# 나비스타 인터내셔널
나비스타 인터내셔널(영어: Navistar International, NYSE: NAV)은 미국의 상용차 메이커이다. 현재 미국을 비롯해 캐나다, 브라질, 멕시코 등 총 60여개 국 1000여 개 딜러를 통해 제품을 판매하고 있다.

## 역사
1830년대 곡물 수확기를 바탕으로 설립한 인터내셔널 하비스터(영어: International Harvester Co.) 주식회사가 1902년에 매코믹 하비스팅 머신 컴퍼니(영어: McCormick Harvesting Machine Company)를 비롯해 소규모 기계제작 회사를 합병해 다양한 사업에 진출하면서 농업 기계, 건설 기계, 가스터빈, 트럭, 버스를 판매했다. 제2차 세계대전 당시 미국 해군에 무기 운송, 화물 운송, 경량 박격포 운송 용도의 군사용 트럭을 납품했다. 그러나 1979년부터 1980년까지 172일 동안 파업을 겪으면서 경영난에 시달리게 되었고 해외시장 운영과 제작량 축소 등 구조 조정을 시행했다. 1982년에 건설장비 사업을 타사에 양도했다. 1985년에 가정 및 해외 판매용 경작 장비분야도 J.I.케이스(영어: J.I.Case)에 매각했다. 1986년에 현재의 사명으로 변경되어 트레일러만 제작하고 있다. 2014년에 대한민국 시장에 진출과 동시에 프로스타 모델이 출시되었다.

## 브랜드

### 인터내셔널 트럭
미디엄 듀티
- 인터내셔널 테라스타 클래스 4-5 컨벤셔널
- 인터내셔널 시티스타 LCF (라우캡 포워드) 캡오버
- 인터내셔널 듀라스타 클래스 6-7 컨벤셔널

클래스 8
- 인터내셔널 론스타 컨벤셔널
- 인터내셔널 프로스타 컨벤셔널
- 인터내셔널 9000 시리즈 컨벤셔널
- 인터내셔널 트랜스타 컨벤셔널

서비얼 서비스
- 인터내셔널 페이스타 컨벤셔널
- 인터내셔널 워크스타 컨벤셔널

캡오버
- 인터내셔널 9800 시리즈 캡오버

### IC 버스
통학 버스 및 활동 버스
- AE-시리즈 컷어웨이캡 컨벤셔널 (인터내셔널 테라스타를 기초로 제작된 차량)
- BE-시리즈 컨벤셔널 (인터내셔널 3300LP 클래스)
- CE-시리즈 컨벤셔널 (인터내셔널 3300 클래스)
  - 디젤 및 하이브리드 사항 선택 가능
- RE-시리즈 리얼엔진 트랜시트 스타일 (인터내셔널 3000 클래스)

상업 버스
- AC-시리즈 컷어웨이캡 (인터내셔널 테라스타를 기초로 제작된 차량)
- HC-시리즈 컷어웨이캡 (인터내셔널 듀라스타를 기초로 제작된 차량)
  - 디젤 및 하이브리드 사항 선택 가능
- LC-시리즈 저상형 컷어웨이캡 (인터내셔널 듀라스타 LP를 기초로 제작된 차량)

모터 코치스
- IC 버스는 전 차량에 40 피트에서 45 피트간 장재를 탑재한 차량을 도입했다.[2]

## 사진

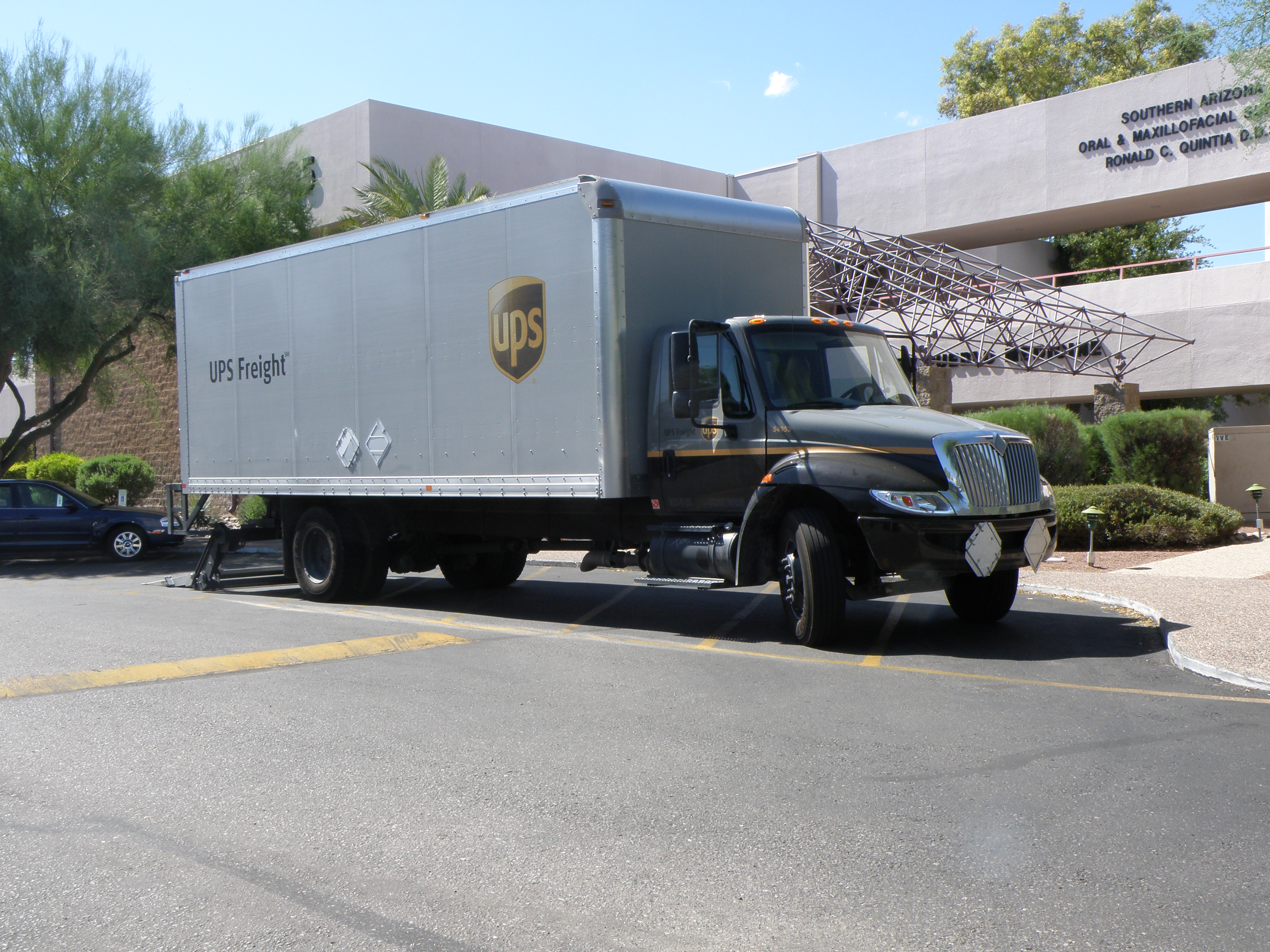
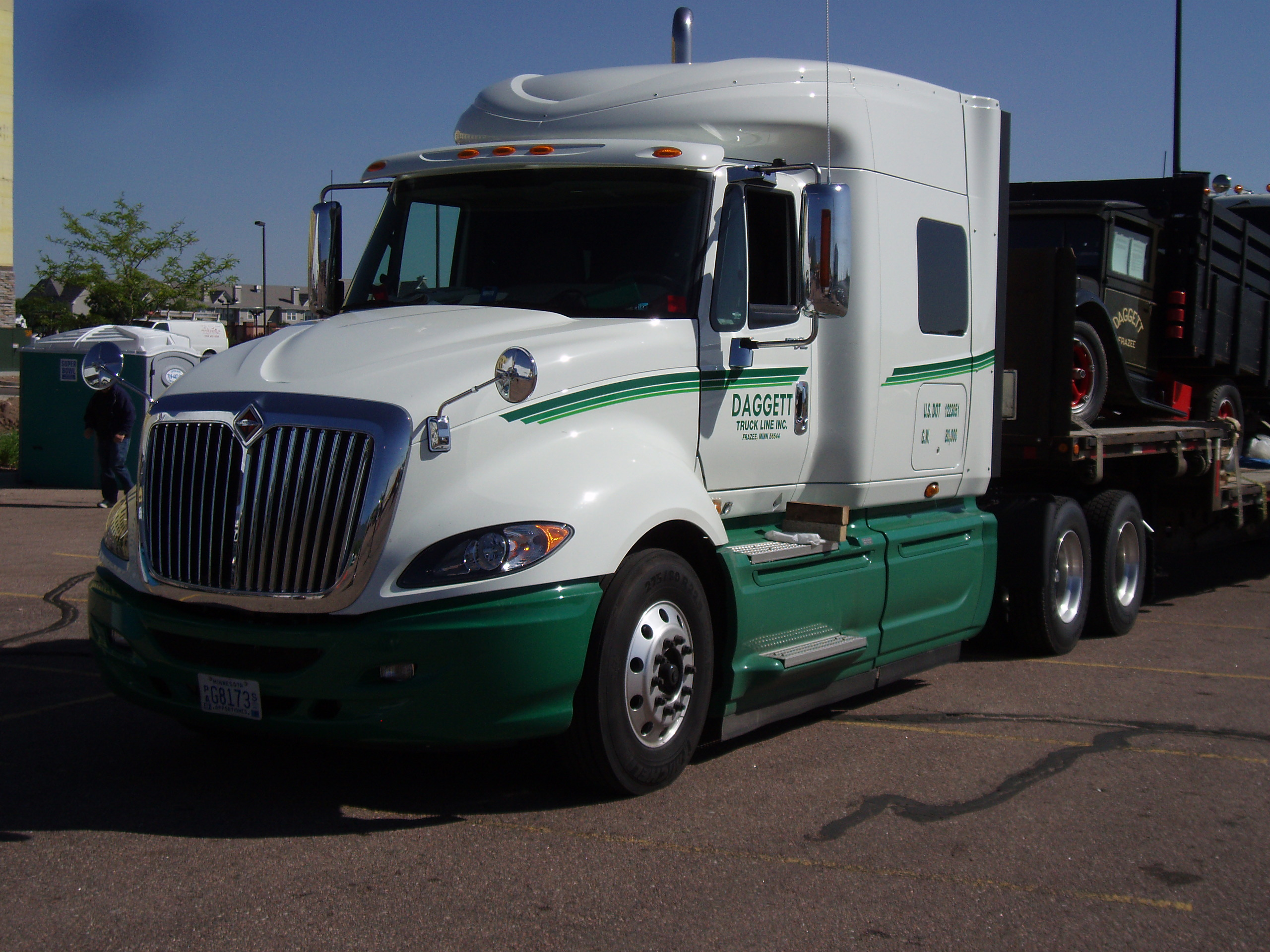
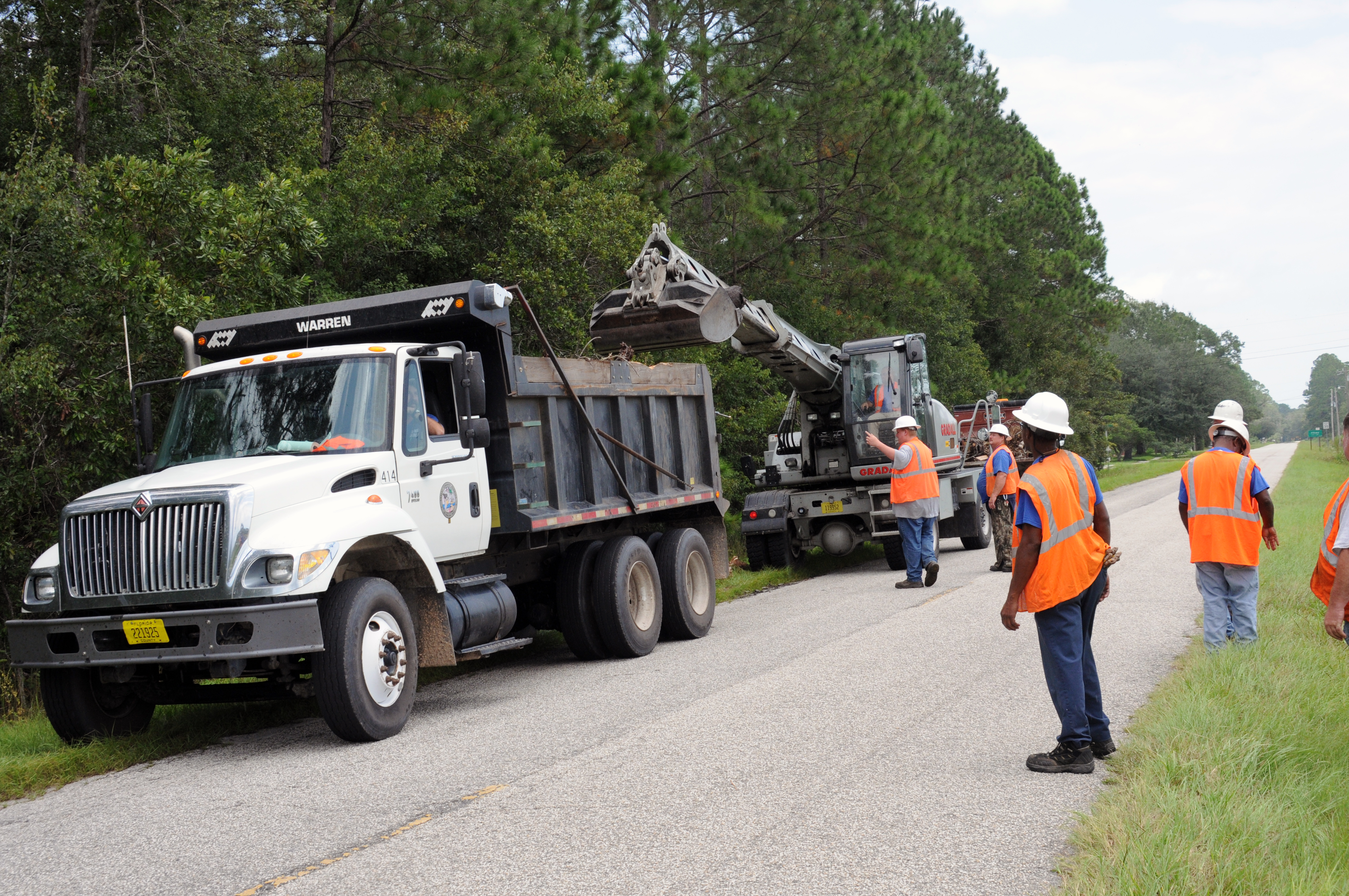
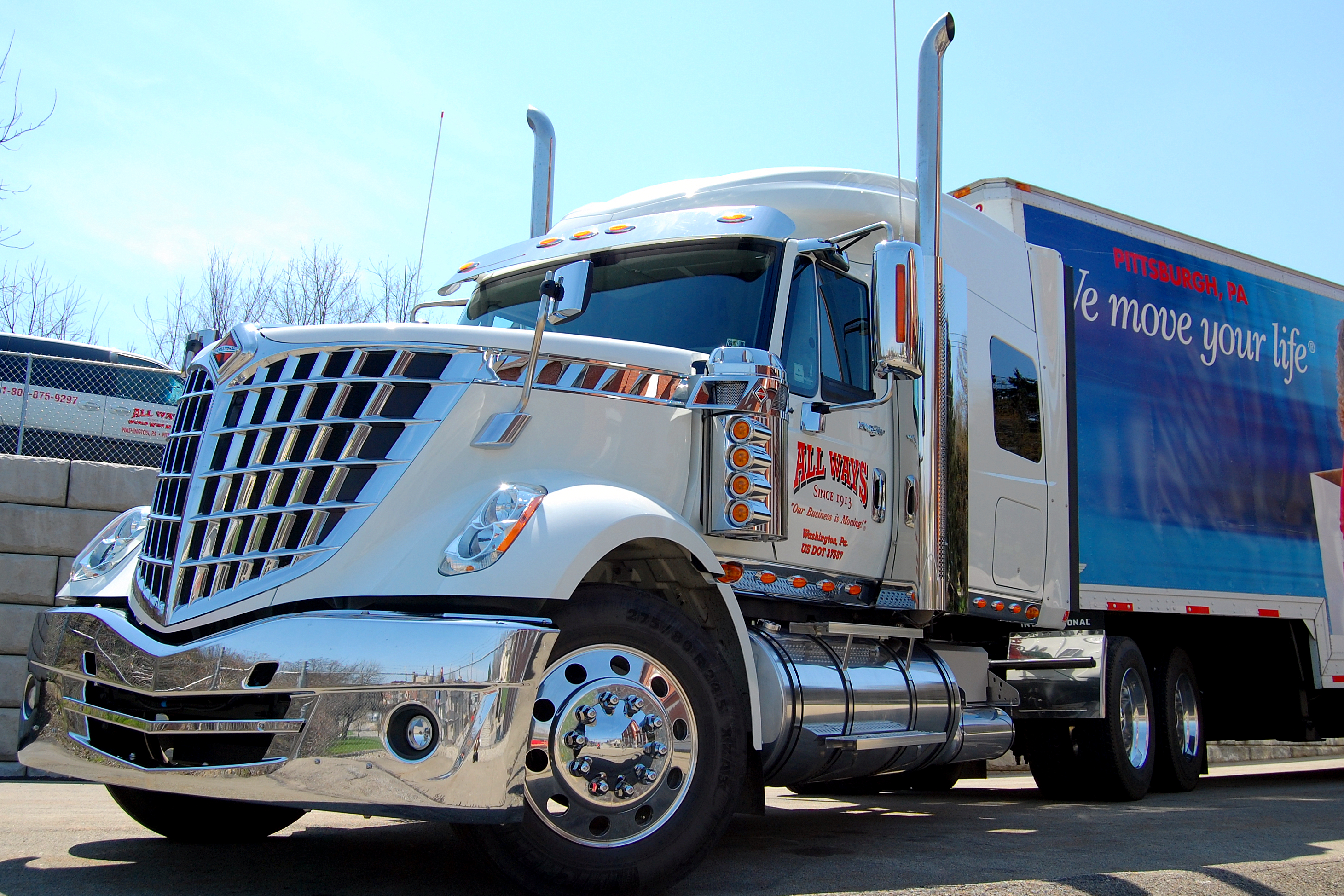
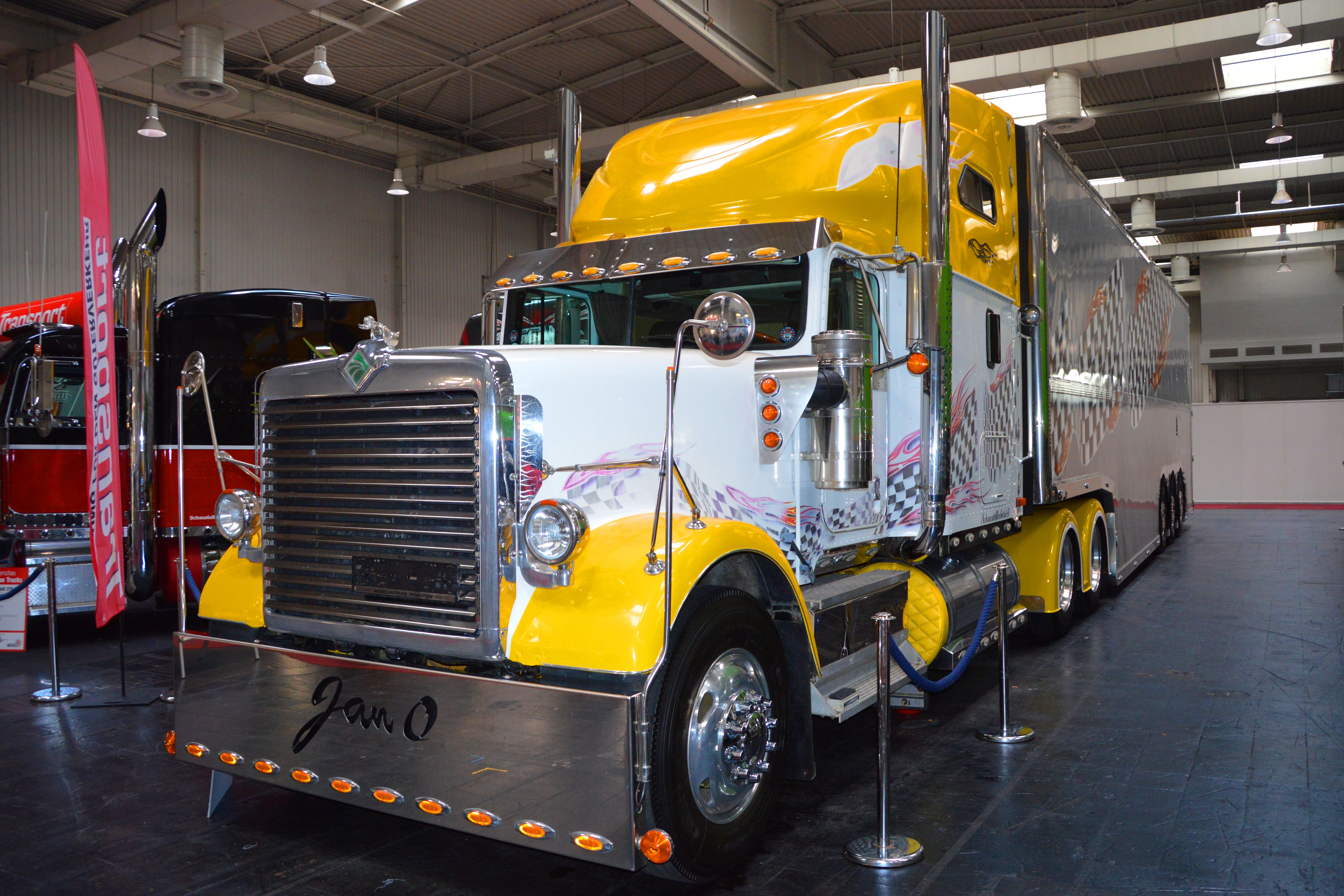
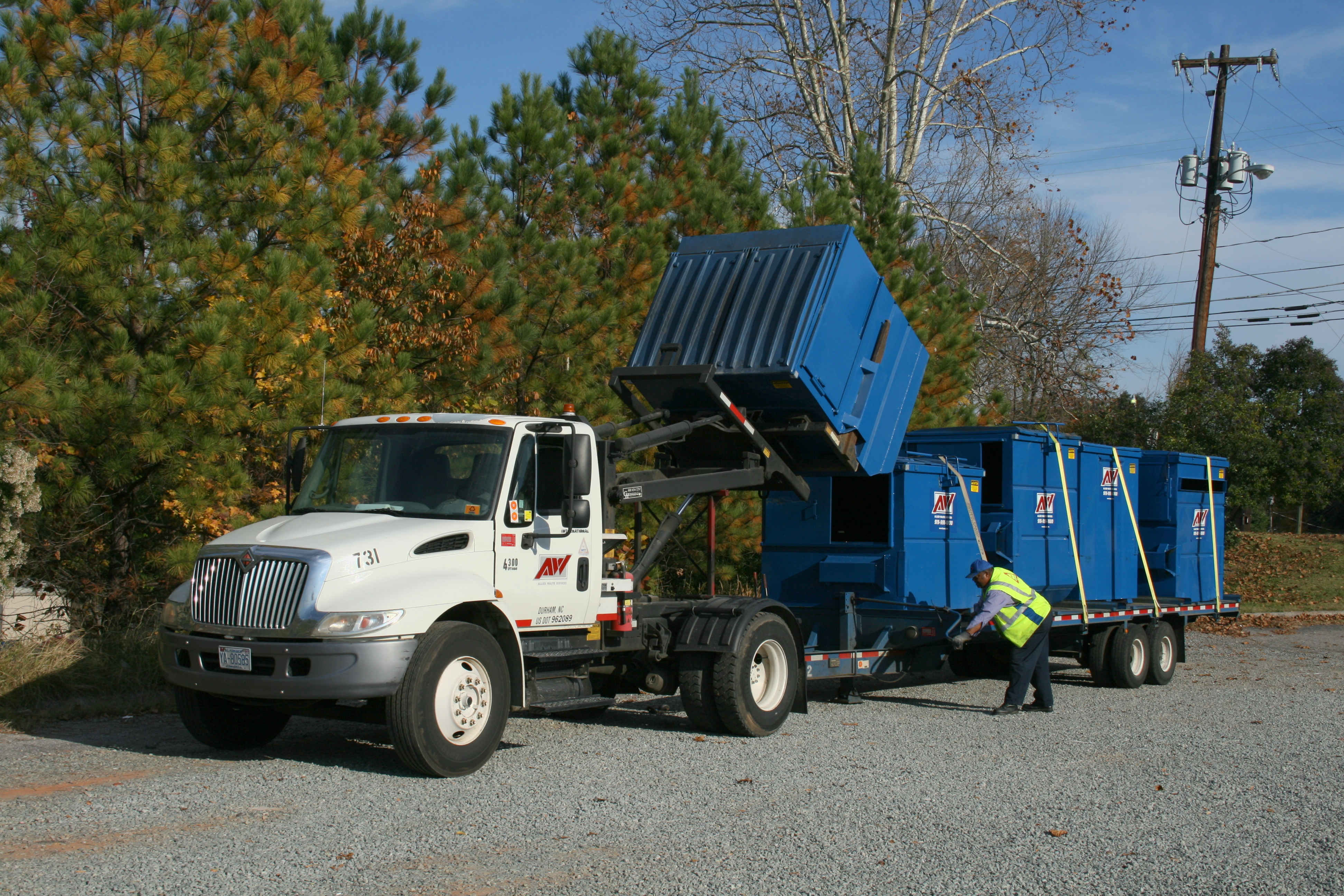
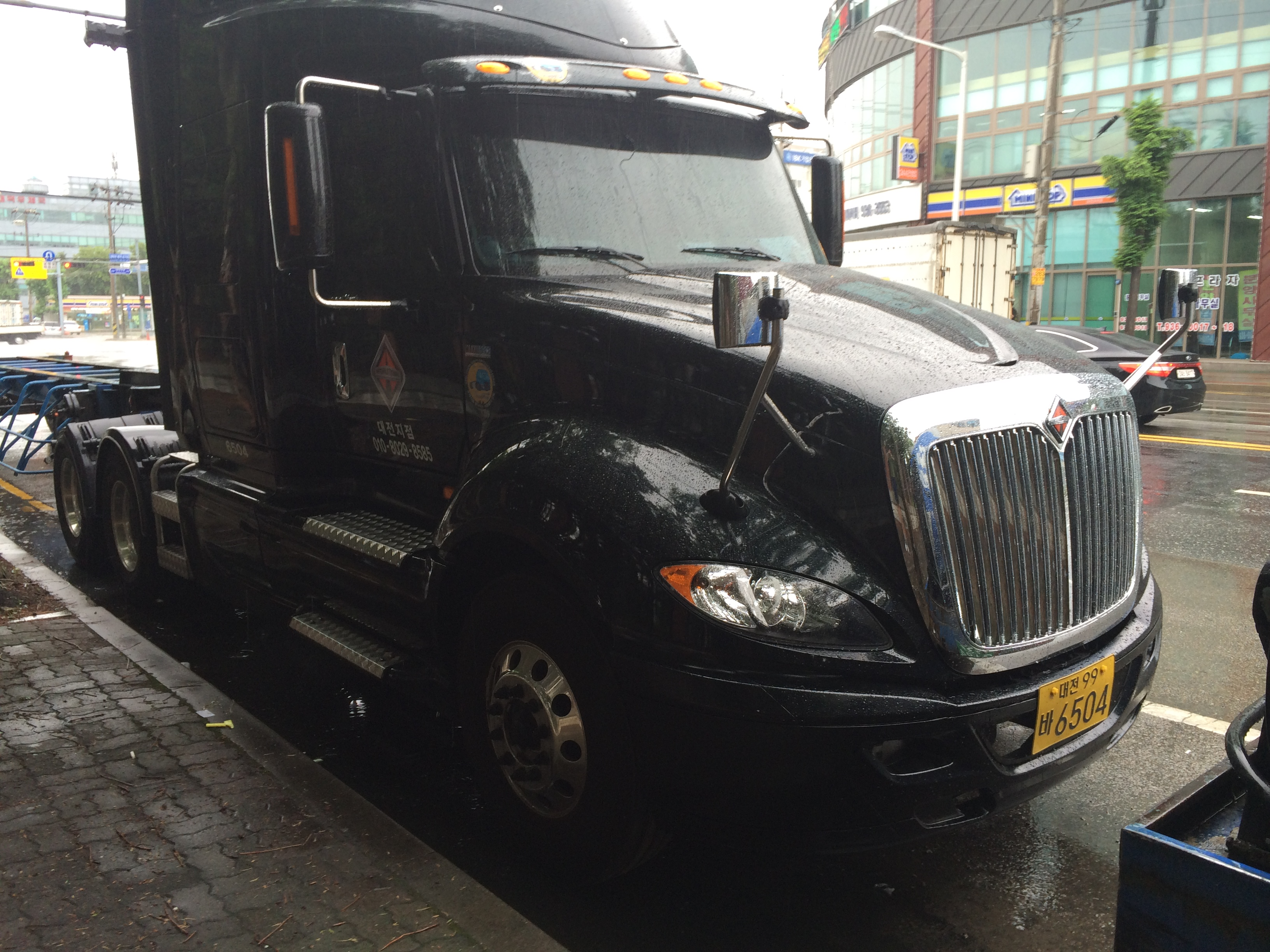
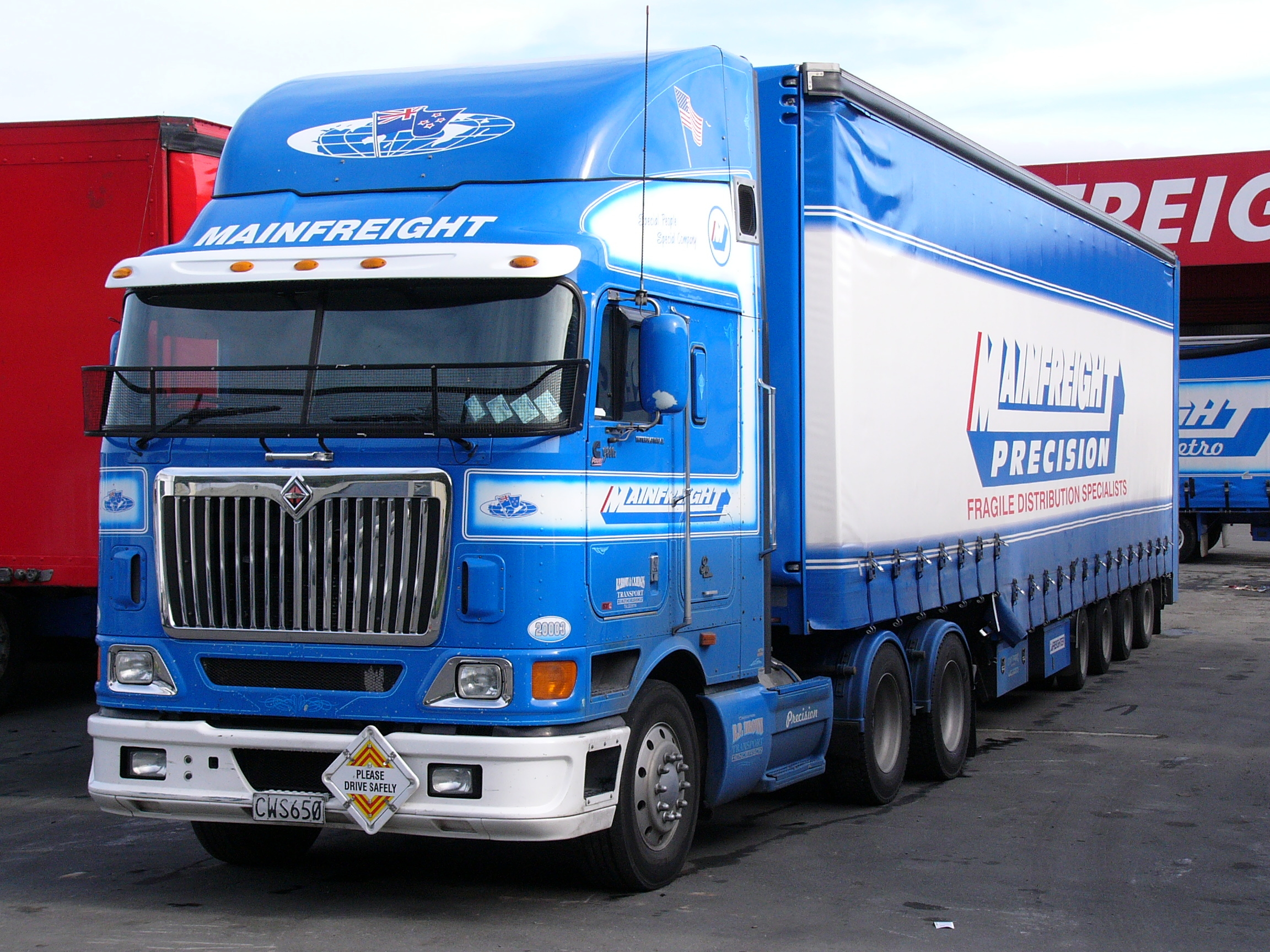
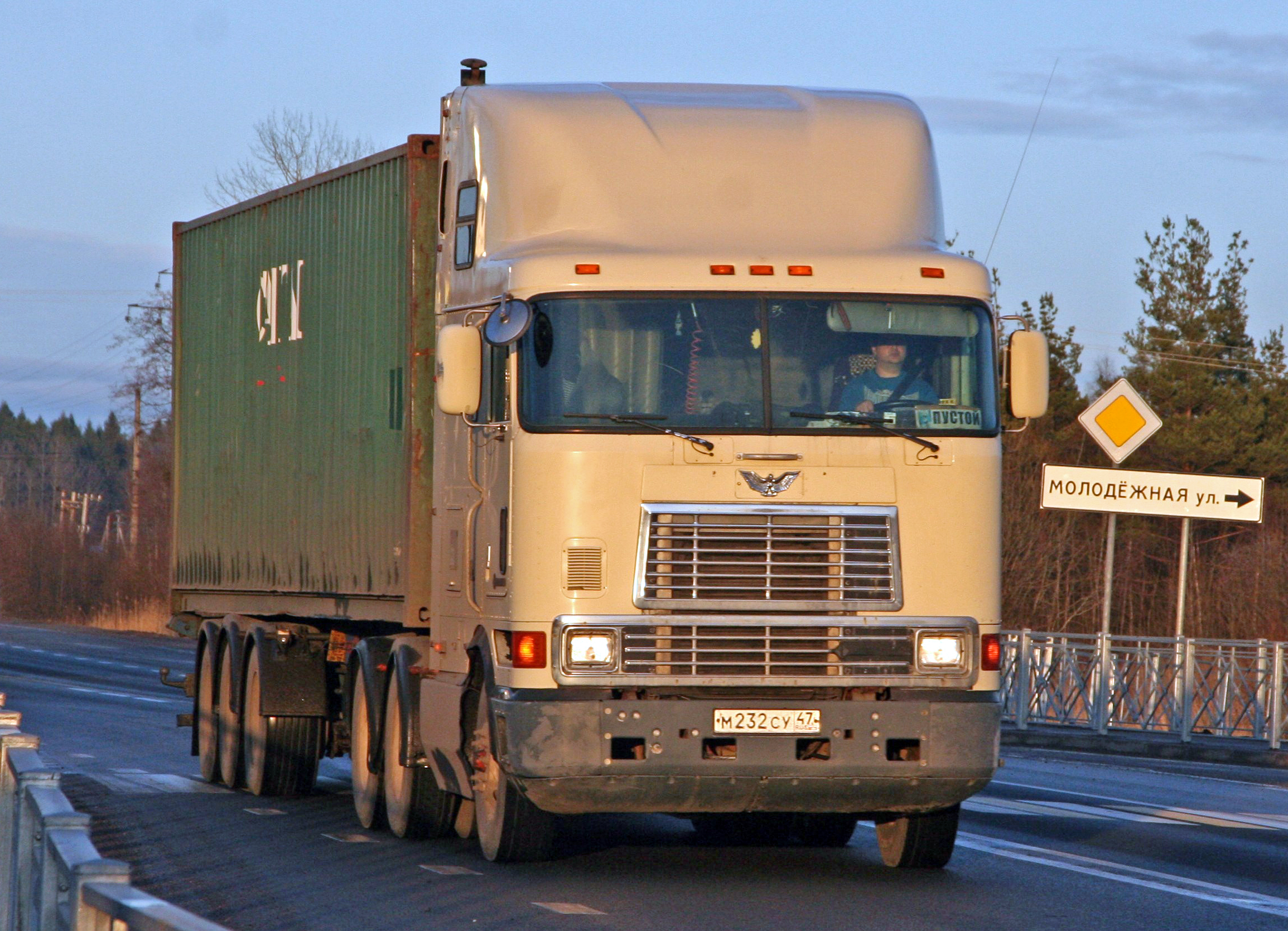

## 같이 보기
- 인터내셔널 하베스터
- 폭스바겐 그룹